# Мистър Пибоди и Шърман
Мистър Пибоди и Шърман е американски анимационен научнофантастичен комедиен филм от 2014 г., продуциран от Дриймуъркс Анимейшън. Филмът е базиран на персонажи от сегментите Невероятните истории на Пибоди от анимационния телевизионен сериал Роки и приятели. Режсисьор е Роб Минкоф, сценарият е написан от Крейг Райт и е озвучен от Тай Бърел, Макс Чарлс, Ариел Уинтър, Стивън Колбер, Лесли Ман и Алисън Джани. Във филма Мистър Пибоди и неговият осиновен син Шърман, който е човек, използват машината Чакзад, за да се впуснат в приключения с пътуване във времето. Когато Шърман по невнимание разкъсва времевия континуум, като взема Чакзад без разрешение, за да впечатли Пени Питърсън, те трябва да намерят начин да поправят историята и да спасят бъдещето.
Проектът първоначално е замислен като игрален филм с компютърна анимация, но през 2006 г., когато Минкоф се присъединява към Дриймуъркс Анимейшън, за да режисира адаптация, филмът се преработва в изцяло компютърно-анимационен филм. Андрю Кърцман първоначално е ангажиран да напише сценария по идея на Минкоф и дългогодишния му продуцентски партньор Джейсън Кларк.
Мистър Пибоди и Шърман излиза по кината в Съединените щати на 7 март 2014 г. и получава като цяло положителни отзиви от критиците. Въпреки че събира 275 милиона долара в световен мащаб срещу бюджет от 145 милиона, филмът се представя под очакванията на студиото. Заедно с Пингвините от Мадагаскар, излязъл по-късно същата година, носи загуба от 57 милиона долара на студиото.

## Сюжет
Мистър Пибоди е изключително интелигентно антропоморфно куче, което живее в пентхаус в Ню Йорк заедно със своя осиновен човешки син Шърман. Пибоди използва машина за пътуване във времето, наречена „Чакзад“, за да преподава история на Шърман. В първия ден на училище Шърман поправя съученичката си Пени Питърсън относно истинността на анекдота за черешовото дърво на Джордж Вашингтон, което води до скандал – Пени нарича Шърман „куче“ и му прилага хватка за задушаване. След като Шърман я захапва в самоотбрана, Пибоди е повикан на разговор при директор Пърди и социалната работничка г-жа Груниън, която заплашва да отнеме попечителството над Шърман, ако прецени, че Пибоди не е годен да бъде родител.
На следващата вечер Пибоди кани семейството на Пени на вечеря. Шърман отвежда Пени на неразрешено пътуване с „Чакзад“ и тя остава в Древен Египет, за да се омъжи за младия Тутанкамон. Шърман иска помощ от Пибоди да я върнат обратно, а Пени се съгласява да се върне, след като разбира, че ще бъде погребана заедно с Тут след неговата смърт. По време на пътуването обратно към настоящето „Чакзад“ спира да работи и тримата правят непланирана спирка в дома на Леонардо да Винчи във Флоренция по време на Ренесанса, където Шърман изпробва летателната машина на да Винчи и я разбива. По-късно Шърман научава за плановете на г-жа Груниън и се скарва с Пибоди.
Още една повреда в „Чакзад“ ги пренася насред Троянската война, където Шърман се присъединява към армията на Агамемнон. Пибоди спасява Пени и Шърман от падане от скала, докато са в Троянския кон, и се жертва. Шърман и Пени се връщат към по-ранния същия ден и търсят помощ от миналото на Пибоди, но това води до среща със същия Шърман от тази времева линия. Точно когато пристига г-жа Груниън, оригиналният Пибоди се връща от Троя, след като е оцелял при падането. Г-жа Груниън се опитва да прибере двамата Шърмани, но те и двамата Пибоди се сливат, предизвиквайки космическа вълна. Когато Груниън продължава да настоява да вземе Шърман, Пибоди я захапва в изблик на гняв и отчаяние и тя повиква полицията на Ню Йорк.
Пибоди, Пени и Шърман бързат към „Чакзад“, но не могат да стартират пътуването във времето поради разкъсване в пространствено-времевия континуум, предизвикано от сливането. В небето над Ню Йорк се отваря портал, от който излизат множество исторически личности и артефакти по улиците. Когато „Чакзад“ пада в Гранд Арми Плаза, Пибоди е заплашен от арест, но Шърман, семейството Питърсън и историческите фигури се обединяват в негова защита. С напредването на разкъсването Шърман предлага да пътуват в бъдещето, за да го поправят, и така и правят. Историческите личности се връщат в съответните си епохи, а Агамемнон, привлечен от Груниън, я взима със себе си. В епилога на филма Шърман се връща в училище, като вече е приятел с Пени и е заздравил връзката си с Пибоди, а историческите фигури остават със съвременни „артефакти“, докато Агамемнон се жени за Груниън.

## Актьорски състав
- Тай Бърел – Хектор Джей Пибоди,[5] говорещ интелигентен бял бигъл, бизнес титан, изобретател, учен, носител на Нобелова награда, гурме готвач и двукратен олимпийски медалист[6]
- Макс Чарлс – Шърман,[5] 7-годишният осиновен син на Пибоди[7]
- Ариел Уинтър – Пени Питърсън, 7-годишната дъщеря на господин и госпожа Питърсън и съученичка на Шърман[8][9]
- Стивън Колбер – Пол Питърсън, бащата на Пени и съпруг на Пати[8]
- Лесли Ман – Пати Питърсън, съпругата на Пол и майка на Пени[9][10]
- Алисън Джани – Едуина Гръниън, закръглена и корумпирана агентка от Бюрото за безопасност и защита на децата и училищен консултант[8][11]
- Стивън Тоболовски – Директор Пърди, директорът на училището на Шърман[12]
- Стенли Тучи – Леонардо да Винчи[9][10]
- Адам Алекс-Мале – Френски селянин
- Патрик Уорбъртън – Агамемнон[13]
- Зак Калисън – Цар Тут[14]
- Стив Валентайн – Ай, везир на крал Тут
- Денис Хейсбърт – Съдия, който дава попечителството над Шърман на Мистър Пибоди[15]
- Лейла Бърч – Чакзад[16]
- Каран Брар – Мейсън, приятел на Шърман
- Джошуа Ръш – Карл, приятел на Шърман, който носи очила и се движи с инвалидна количка
- Томас Ленън – Италиански селянин №2

В допълнение към Леонардо да Винчи, крал Агамемнон и крал Тут, във филма участват и други исторически личности, сред които Алберт Айнщайн (озвучен от Мел Брукс), Мона Лиза (Лейк Бел), Мария-Антоанета (Лори Фрейзър), Максимилиан Робеспиер (Гийом Арето), Джордж Вашингтон, Ейбрахам Линкълн, Бил Клинтън и Исак Нютон (всички озвучени от Джес Харнел), Одисей (Том Макграт), Аякс (Ал Родриго) и Спартак (Уолт Дорн).

## Производство

### Развитие
Планове за филм с участието на Мистър Пибоди и Шърман съществуват от няколко години с режисьора Роб Минкоф. Първият му опит да направи пълнометражен филм датира от 2003 г., когато се съобщава, че продуцентската компания на Минкоф, Спрокетдайн Ентъртейнмънт, базирана в Сони, заедно с Булуинкъл Студиос, ще продуцират игрален филм с компютърно-генерирани изображения, като Минкоф е възможният режисьор. Игралният филм не се реализира, но през 2006 г. Минкоф се присъединява към Дриймуъркс Анимейшън, за да режисира анимационна адаптация, изцяло компютърно-анимирана. Андрю Кърцман е назначен да напише сценария, базиран на концепция, разработена от Минкоф и дългогодишния му продуцентски партньор Джейсън Кларк. Финалният сценарий е написан от Крейг Райт, с ревизии от Робърт Бен Гарант и Томас Ленън.
Тифани Уорд, дъщеря на Джей Уорд, един от създателите на оригиналния сериал, изпълнява ролята на изпълнителен продуцент, като задачата ѝ е да гарантира, че филмът остава „верен на духа на персонажите“. Когато Минкоф я търси десет години преди премиерата на филма, тя се ентусиазира от намерението му да уважава наследството: „Какъв по-добър пазител на героите бихме могли да поискаме от Роб?“. Процесът по усъвършенстване на адаптацията отнема доста време, но тя остава доволна от крайния резултат, който „много вярно отразява оригиналния анимационен сериал“.

### Кастинг
В началото на 2011 г. Робърт Дауни Джуниър подписва договор да озвучи Мистър Пибоди, но през март 2012 г. е заменен от Тай Бърел. Според съобщения, ангажиментите на Дауни към Отмъстителите и други франчайзи не му позволяват да отдели време за записване на репликите си. Според Минкоф Бърел е избран, защото гласът му „въплъщава всички различни аспекти на героя днес. Не само интелекта и изисканата личност, но и дълбокото топло отношение“. Първоначално Тифани Уорд и други в студиото се противопоставят на избора на Бърел, който тогава е относително неизвестен, но той успява да ги убеди с успешен кастинг. Уорд настоява да бъде избран някой, който звучи като Мистър Пибоди в оригиналния сериал, докато Минкоф вижда кастинга като възможност „да модернизира персонажа“. Той ѝ обещава, че Бърел ще се опита да „достигне до това и започва да гледа шоуто, за да улови ритъма. Той разбира дълбоката връзка и го прави свое собствено“.
Макс Чарлс, който играе младия Питър Паркър в Невероятният Спайдър-Мен, озвучава Шърман. Стивън Колбер озвучава Пол Питърсън, Лесли Ман, която заменя Ели Кемпър, озвучава съпругата на Питърсън, Пати, а Ариел Уинтър, която участва с Бърел в Съвременно семейство, озвучава дъщеря им Пени. Други гласове включват Стивън Тоболовски, Алисън Джани, Мел Брукс, Стенли Тучи, Патрик Уорбъртън, Лейк Бел, Зак Калисън, Каран Брар и Денис Хейсбърт.

### Анимация
Процесът на визуална разработка започва през 2011 г. с участието на дизайнерa на продукцията Дейвид Джеймс, супервайзъра на визуалните ефекти Филип Дени и арт директора Тим Ламб, които работят заедно, за да установят естетиката на филма. Екипът черпи вдъхновение от модернистичния стил от средата на 20 век, от стила на анимация и от визуалните тенденции на 50-те и 60-те години. Тези влияния водят създаването на среди, пози на героите и текстури, като се поставя акцент върху чисти силуети и семпли, ясно четими дизайни, за да се запази духът на оригиналното шоу. Превръщането на минималистично проектираните 2D герои в 3D се оказва сериозно предизвикателство. Ранните тестове за анимация са насочени към осигуряване на изразителност при героите като Мистър Пибоди и Шърман, особено заради очилата им, които закриват част от лицевите им черти. Например, аниматорите разработват правила за позиционирането на веждите над или под рамките на очилата, за да се подобри четимостта на емоциите.
Анимационният екип прилага иновативни техники, за да отрази духа на 2D анимацията. Разработва се система, която позволява на героите да използват „множество крайници“ – препратка към традиционните анимационни ефекти и преувеличени движения. Тази функция дава възможност на аниматорите да добавят допълнителни крайници към героите при бързи движения, което засилва визуалната яснота и динамика. Друга иновация включва използването на рефракционни ефекти в анимационния софтуер, за да се симулират изкривяванията, причинени от очилата на героите. Това позволява героите да бъдат позирани точно, без да се разчита на отнемащи време корекции в етапа на осветяване.
Производственият график е организиран по сцени, всяка от които продължава по две-три минути. Ранните сцени, като сцената в спалнята между Мистър Пибоди и Шърман, са избрани заради фокуса им върху взаимодействието между героите, като това дава възможност за усъвършенстване на динамиката между тях. По-сложните сцени, като тази, в която Шърман се подмладява във времето, изискват продължителна предварителна подготовка и седмични срещи за преглед, за да се преодолеят специфични визуални и технически предизвикателства. Едно от значимите предизвикателства е изобразяването на антагониста, госпожа Гръниън. Нейното ограничено екранно време изисква внимателна анимация, за да се изяснят мотивите ѝ и да се подчертае въздействието ѝ като злодей. Този процес преминава през множество изменения, за да се гарантира, че героинята оставя отпечатък върху публиката.

### Саундтрак
Музикалната партитура на филма е композирана от Дани Елфман. Саундтракът е издаден от Релативити Мюзик Груп на 3 март 2014 г. Питър Андре пише и изпълнява за филма песента Kid, която звучи по време на финалните надписи в британската версия на филма, вместо парчето Way Back When на Гризфолк.

## Освобождаване
Мистър Пибоди и Шърман преминава през няколко промени на датата на излизане. Първоначално е планиран за 21 март 2014 г. и 14 март 2014 г., но високите очаквания на Дриймуъркс Анимейшън преместват премиерата на 8 ноември 2013 г. (по-късно изместена на 1 ноември 2013 г.), като филмът заема мястото на друг проект на студиото – Me and My Shadow. Последната промяна настъпва през февруари 2013 г., когато премиерата е отложена за 7 март 2014 г., като се съобщава, че причината е „по-благоприятен прозорец за излизане“, отново заменяйки Me and My Shadow. Филмът е разпространяван от Туентиът Сенчъри Фокс. Премиерата във Великобритания се състои месец по-рано – на 7 февруари 2014 г.

### Домашна употреба
Мистър Пибоди и Шърман излиза в дигитален HD формат, на Blu-ray (2D и 3D) и DVD на 14 октомври 2014 г. Изданието на Blu-ray включва и нов късометражен компютърно-генериран филм Роки и приятели. Към февруари 2015 г. са продадени 3,4 милиона копия за домашно гледане.

## Прием

### Боксофис
Мистър Пибоди и Шърман събира 111,5 милиона долара в САЩ и Канада и 164,2 млн. долара в други държави, или общо 275,7 милиона долара в световен мащаб. При бюджет от 145 милиона долара филмът се представя под очакванията и студиото губи 57 милиона долара във връзка с него.
В САЩ и Канада филмът излиза паралелно с 300: Възходът на една империя и се прогнозира да спечели 30 милиона долара от 3934 киносалона през дебютния си уикенд. В първия ден приходите са 8 милиона долара, а уикендът завършва на второ място в класацията с 32,2 милиона долара, след 300: Възходът на една империя. Форбс отдава слабия старт на неубедителен маркетинг и липса на интерес сред най-малките зрители, докато Катрин Трендакоста от Гизмодо смята, че ниското откриване се дължи на това, че филмът е „прекалено хитроумен“ за публиката. През втория си уикенд филмът се изкачва на първо място с 21,8 милиона долара. През третия си уикенд пада на трето място с 11,8 милиона долара, а през четвъртия – на четвърто място с 9,1 милиона долара. Киноразпространението в САЩ и Канада приключва на 14 август 2014 г.

### Реакция на критиката
Мистър Пибоди и Шърман получава 81% одобрение в сайта за рецензии Rotten Tomatoes, базирано на 137 професионални рецензии, със средна оценка 6,7/10. Общото мнение на сайта гласи, че филмът „предлага изненадващо забавно и цветно приключение за всички възрасти, въпреки остарелия си източник и донякъде заплетен сюжет“. Metacritic му присъжда 59 от 100 точки, определяйки рецензиите като „смесени или средни“. Публиката, анкетирана от CinemaScore, му дава средна оценка A по скалата от A+ до F.
Критиките варират: някои като Питър Брадшоу (Гардиън) и Марк Кермод (Обсървър) хвалят филма за неочакваното забавление и постоянния поток от визуални и словесни шеги, докато други като Кевин Макфарланд (Ей Ви Клуб) смятат, че емоционалната линия влиза в конфликт с духа на оригиналните късометражки. А. О. Скот (Ню Йорк Таймс) и Ричард Роупър (Чикаго Сън Таймс) подчертават бързото темпо и остроумието, но критици като Клаудия Пуиг (Ю Ес Ей Тъдей) и Майкъл Филипс (Чикаго Трибюн) посочват, че филмът става шаблонен или визуално генеричен. Някои рецензенти, включително Дейвид Гритън (Дейли Телеграф), смятат филма за „забавен за деца, но достатъчно остроумен за възрастни“.

## В България
Премиерата по кината на Мистър Пибоди и Шърман е на 7 март 2014 г., дублиран на български език.
| Роля              | Изпълнител        |
| ----------------- | ----------------- |
| Мистър Пибоди     | Светломир Радев   |
| Шърман            | Михаил Пейков     |
| Пени Питърсън     | Ангелина Дамянова |
| Пати Питърсън     | Лина Шишкова      |
| Пол Питърсън      | Христо Бонин      |
| Едуина Гръниън    | Лидия Михова      |
| Агамемнон         | Стоян Цветков     |
| Леонардо да Винчи | Стоян Алексиев    |
| Ай                | Мариан Маринов    |
| Робеспиер         | Георги Стоянов    |
| Мария-Антоанета   | Поля Цветкова     |
| Цар Тут           | Павел Пейков      |
| Карл              | Павел Пейков      |
| Мейсън            | Даниел Кукушев    |
| Директор Пърди    | Георги Спасов     |
| Одисей            | Георги Спасов     |
| Мона Лиза         | Светлана Смолева  |
| Чакзад            | Светлана Смолева  |
| Съдия             | Георги Иванов     |
| Историчка         | Василка Сугарева  |

| Обработка           | Александра Аудио           |
| Режисьор на дублажа | Василка Сугарева           |
| Преводач            | Анелия Добрева             |
| Тонрежисьори        | Мартин Станев Пламен Пенев |
| Микс студио         | Deluxe                     |

### Домашна употреба
Филмът е издаден на DVD и Blu-Ray, а също и в комбинация на 2D и 3D версиите на филма, на 1 септември 2014 г., разпространявани от А+ Филмс.

### Телевизионни излъчвания
Филмът е излъчен по Би Ти Ви Синема на 11 април 2017 г., а на 21 юли 2025 г. е излъчен по Стар Ченъл.
| Преводач            | Севинч Гутуранова                                                      |
| Озвучаващи артисти  | Мими Йорданова Елена Бойчева Росен Русев Явор Караиванов Виктор Иванов |
| Тонрежисьор         | Ясен Пенчев                                                            |
| Режисьор на дублажа | Йоанна Микова                                                          |